# Giovanni Bausan (sommergibile)
Il Giovanni Bausan è stato un sommergibile della Regia Marina.

## Storia
Il sommergibile, intitolato a Giovanni Bausan, valoroso combattente della marineria napoletana nato a Gaeta il 14 aprile 1757, dopo l'entrata in servizio fu assegnato alla V Squadriglia Sommergibili di Media Crociera, con sede a Napoli, ricevendo a Gaeta la bandiera di combattimento, offerta dalla comunità locale, il 14 novembre 1929.
Tra i suoi primi comandanti vi fu il capitano di corvetta Giovanni Marabotto.
Nella notte tra il 2 ed il 3 maggio 1932, durante un viaggio addestrativo, il Bausan andò ad incagliarsi presso Punta Falcone, nelle Bocche di Bonifacio). L'unità fu tuttavia in grado di disincagliarsi nella notte senza bisogno dell'assistenza di altre unità.
Dal 7 dicembre 1935, al comando del tenente di vascello Ferruccio Ferrini, fu assegnato alla II Squadriglia del VI Grupsom di Lero.
Nel gennaio-febbraio 1937 svolse un'infruttuosa missione (non furono avvistate navi sospette) nel corso della guerra di Spagna.
Dal 10 al 13 giugno 1940 effettuò (agli ordini del capitano di corvetta Francesco Murzi) una prima missione di guerra al largo di Malta; il 13 giugno, in fase di rientro ad Augusta, fu avvistato al largo di Capo Santa Croce dal sommergibile britannico Grampus, che gli lanciò un siluro; il Bausan lo schivò con una manovra evasiva.
Dal 20 al 24 giugno svolse una seconda missione al largo di Capo Kio, ma dovette fare ritorno per via di un guasto ai timoni di profondità di prua.
La terza missione – dal 14 al 21 luglio, tra Pantelleria e Capo Bon – dovette essere anch'essa interrotta per un guasto ai motori.
In tutto aveva compiuto, sino a quel momento, 3 missioni offensive e 5 di trasferimento, per un totale di 2791 miglia di navigazione (2593 in superficie e 198 in immersione); fu quindi assegnato alla Scuola Sommergibili di Pola.
Svolse attività addestrativa dal 1º gennaio all'8 ottobre 1941 per un totale di 90 missioni, dopo di che, il 18 maggio 1942, fu messo in disarmo e convertito in bettolina carburanti con il contrassegno GR. 251.
Radiato il 18 ottobre 1946 fu quindi avviato alla demolizione.